# Varannandagsundervisning
Varannandagsundervisning tillämpades i många folkskolor förr i tiden, främst ute på landsbygden, och innebar att barnen bara gick i skolan varannan vardag. Anledningen var ofta lång skolväg, samt brist på lokaler och lärare. I Sverige upphörde varannandagsundervisningen i småskolan och folkskolan på vissa håll först under 1920-talet.,

### Fotnoter
1. ↑  ”1830-1849”. Lärarnas historia. 12 mars 1842. Arkiverad från originalet den 5 maj 2015. https://web.archive.org/web/20150505005304/http://www.lararnashistoria.se/folkskolan_och_grundskolan_1830-1849. Läst 15 juni 2015.